# Leandro Greca
 Leandro Greca (Curitiba, 15 de abril de 1983) é voleibolista indoor brasileiro, atuante na posição de Líbero, que representando as categorias de base da Seleção Brasileira foi medalhista de prata no Campeonato Mundial Juvenil de 2003 realizado no Irã.
Seleção Brasileira  de Novos foi semifinalista na edição da Copa Pan-Americana em 2010.Em clubes foi medalhista de bronze no Campeonato Sul-Americano de Clubes de 2009 no Brasil.

## Carreira
Na verdade é descendente de italianos, e não de poloneses como sugere o apelido Polaco, este começou a jogar em 1999 no Clube Curitibano e quase abandonou a modalidade após sofrer uma acidente de trânsito, tendo um ano de afastamento das quadras.Neste clube jogava na posição de Ponteiro, depois passou pelas categorias de base do Santa Mônica Clube de Campo onde conheceu o técnico  Rubinho, assistente técnico da seleção brasileira masculina e responsável pela Seleção B ou Seleção de Novos, este aconselhou Polaco a treinar na posição de Líbero, como era uma função nova, decidiu focar nela.
Foi campeão da Copa Internacional Santa Mônica  na categoria Infanto-Juvenil  em 2000 e na mesma categoria foi ouro na  Liga Sul Infanto-Juvenil.Polaco teve passagem pelas categorias de base do Lupo/Náutico nas temporadas 2001-02 e 2002-03.No ano de 2002 representou a Seleção Paranaense no Campeonato Brasileiro de Seleções na categoria juvenil, este realizado em Betim-Minas Gerais e conquistou o título da edição.
Em 2003 participou das peneiras do Banespa/Mastercard/São Bernardo na função de Líbero, sendo aprovado e integrando o clube desde então . Também neste ano foi convocado para Seleção Brasileira para representá-la no Campeonato Mundial Juvenil  de Teerã, no Irã, vestindo a camisa#17,  conquistou a medalha de prata foi o sétimo melhor atleta no fundamento da recepção e terceiro melhor defensor da edição.
Com o E.C. Banespa foi campeão  Paulista de 2004, no mesmo ano também foi ouro nos Jogos Abertos do Interior e dos Jogos Regionais e obteve o título da Superliga Brasileira A 2004-05, e ficou quatro anos sem ser convocado.Na temporada 2005-06 passou a defender o São Paulo/Wizard/Taubaté foi semifinalista do Campeonato Paulista de 2006.
Polaco foi contratado pelo Sada/Betim para reforçar seu elenco para as  competições do período esportivo de 2006-07, conquistando o vice-campeonato do Campeonato Mineiro de 2006 o sexto lugar na Superliga Brasileira A 2006-07. Na temporada seguinte foi  bronze no Campeonato Mineiro em 2007 e quinto lugar na Superliga Brasileira A 2007-08,e ocupou o sexto lugar entre os melhores defensores da edição, mesma  posição ocupada entre os melhores atletas na recepção.
Renovou com o Sada/Cruzeiro na temporada 2008-09 conquistou o  título do campeonato mineiro em 2008 foi bronze na Superliga Brasileira A 2008-09. Representou o clube na conquista da medalha de bronze no Campeonato Sul-Americano de Clubes de 2009, sediado em Florianópolis, no Brasil.
Em sua última temporada pelo Sada/Cruzeiro conquistou o bicampeonato mineiro em 2009 e disputou o bronze novamente na edição da Superliga Brasileira A 2009-10 , desta vez terminou na quarta posição.
O técnico Rubinho o convocou para Seleção Brasileira de Novos em 2010 para disputar a Copa Pan-Americana disputada na cidade de San Juan, em Porto Rico, e nesta edição vestiu a camisa#18 e foi semifinalista, encerrando na quarta colocação.Defendeu o Pinheiros/Sky na temporada 2010-11 conquistou o bronze no Campeonato Paulista de 2010 e avançou as quartas de final da Superliga Brasileira A 2010-11 e encerrou no sétimo lugar<
Polaco defendeu o Vivo/Minas na jornada esportiva 2011-12, sendo vice-campeão mineiro em 2011 e ficou com o bronze da Superliga Brasileira A 2011-12.
Na jornada seguinte foi contratado pelo Vôlei Futuro, disputando as competições de 2012-13, encerrou na décima primeira posição da Superliga Brasileira A 2012-13.Após falta de patrocínio  seu antigo clube anuncia o fim do time adulto.Polaco está sem clube até o momento para temporada 2014-15.

## Títulos e resultados
- Copa Pan-Americana:2010[2]
- Superliga Brasileira A:2004-05[1]
- Superliga Brasileira A:2008-09[17], 2011-12
- Superliga Brasileira A:2009-10[20]
- Campeonato Mineiro:2007[9], 2008[9],2009[9]
- Campeonato Mineiro:2006[13], 2011[25]
- Campeonato Mineiro:2007[13], 2010
- Copa Internacional Santa Mônica (Infanto-Juvenil):2000[1]
- Liga Sul (Infanto-Juvenil):2000[1]
- Campeonato Brasileiro de Seleções Juvenil;2002[1][4]
- Jogos Abertos do Interior de São Paulo:2004[1]
- Campeonato Paulista:2004[1]

## Premiações individuais
- 3º Melhor Defensor do Campeonato Mundial Juvenil  de 2003[7]
- 7ª Melhor Recepção do Campeonato Mundial Juvenil  de 2003[6]
- 6º Melhor Defensor da  Superliga Brasileira A  de 2007-08[16]
- 6ª Melhor Recepção da  Superliga Brasileira A  de 2007-08[16]